# Коджак (телесериал)
«Коджак» — американский 118-серийный телесериал 1973—1978 годов канала «Си-би-эс» о Тео Коджаке — харизматичном, неравнодушном к леденцам нью-йоркском детективе в исполнении Телли Саваласа. Был продолжен телефильмами «Досье «Беларусь»» (1985) и «Цена справедливости» (1987).
В 1999 году журнал «TV Guide» поставил персонаж Тео Кожака на 18 место в рейтинге «50 величайших телехарактеров».
За роль Коджака актёр Телли Савалс был удостоен премии «Эмми» и дважды «Золотого глобуса».
Сериал — лауреат Премии «Золотой глобус» за лучший телевизионный сериал—драму (1976).

## История
Начало сериалу положил телефильм 1973 года «Убийства Маркуса-Нельсона» сюжет которого был основан на деле об убийствах двух девушек совершённых в Манхэттене в 1963 году. Успешный двухчасовой телефильм стал пилотом телесериала «Кожак».
Телесериал шёл в 1973—1978 годах — всего вышло 5 сезонов из 118 эпизодов, каждый по 60 минут.
Первые три сезона были успешны, но в 1978 году из-за падения рейтингов сериал был прекращён, актёр Савалас был недоволен закрытием сериала.
Спустя несколько лет канал «Си-би-эс» выпустил продолжение сериала — два отдельных фильма о Коджаке, причём в первом со «старой командой»:
- 1985 — Досье «Беларусь» / The Belarus File, — по сюжету книги Джона Лофтуса «Белорусский секрет».
- 1987 — Цена справедливости / The Price of Justice, — по роману Дороти Ухнак «Расследование».

В 1989 году в пяти эпизодах серии детективов «ABC Saturday Mystery Movie» канала «ABC» персонаж Коджак в исполнении Телли Саваласа появлялся как инспектор возглавляющий отдел по расследованию особо тяжких преступлений полиции Нью-Йорка, под началом которого работает главный герой молодой детектив Андре Браухер.
В 2005 году по заказу канала NBC был снят 10-серийный ремейк сериала, но уже без участия кого-либо из создателей или актёров оригинального сериала: Тео Коджака сыграл афроамериканец Винг Рэймс.

## Содержание
Действие сериала происходит в основном в Манхэттене, Нью-Йорк.
О расследованиях преступлений отделом детективов 11-го полицейского участка Нью-Йоркского департамента полиции, начальник которых — лейтенант Тео Коджак.
Хотя сюжет в основном сосредоточен на полицейской работе, но иногда переключался на другие области и жанры, такие как эпизод первого сезона «Нокдаун», в котором развивается романтическая история между Коджаком и гораздо более молодой женщиной-полицейской, а эпизод третьего сезона «Нет иммунитета к убийству» содержит мистические ноты.

## Характеры

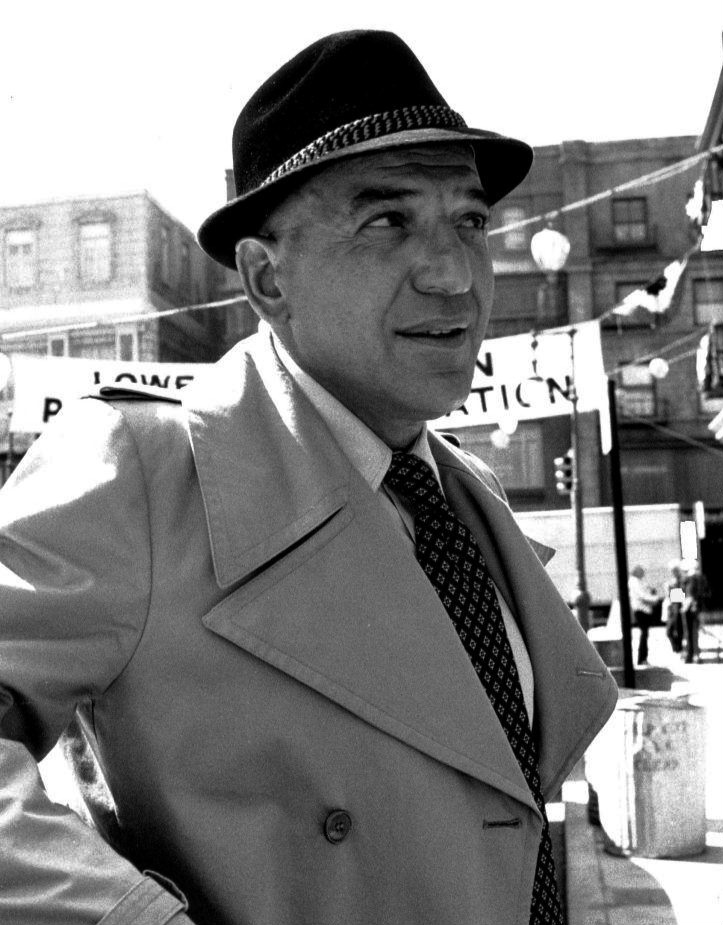
детектив Тео Коджак

Теодополус «Тео» Коджак (актёр Телли Савалас), лейтенант полиции, детектив, — лысый, щеголеватый нью-йоркский полицейский, обожающий леденцы на палочке, жёсткий и неподкупный, он упрям и упорен в расследовании преступлений, при этом проявляя мрачный, циничный ум, склонен нарушать правила, если это служит целям поимки преступника. Ему присущ довольно грубый острый «армейский» юмор. Греческое происхождение Коджака, опосредованное происхождением актёра Саваласа, занимало видное место в сериале.

Принципиально честный по характеру, жёсткий, но с чувствами — такой парень, который мог бы пнуть проститутку в хвост, если бы ему пришлось, но они бы поняли друг друга, потому что, возможно, они выросли в одном и том же квартале— исполняющий роль Кожака актёр Телли Савалас
«Фишкой» стала привычка Кожака к леденцам на палочке «Tootsie Pop». В ранних эпизодах сериала герой был курящим сигареты, но уже в первом сезоне в эпизоде «Тёмное воскресенье» он закуривает сигарету, когда начинает допрашивать свидетеля, но передумывает и вместо сигареты берёт леденец. Позже в одном из эпизодов на вопрос о леденце Коджак шуткой отвечает: «Я хочу закрыть разрыв между поколениями». Хотя Коджак продолжал курить на протяжении всего сериала, но леденец в итоге стал его отличительной чертой.
Также неотъемлемым атрибутом героя стал его автомобиль — модели «Buick Century».
Другие персонажи сериала: начальник Кожака шеф детективов на Манхэттене капитан Дж. Фрэнк Макнил (Дэн Фрейзер), человек, который, казалось, никогда не понимал, что происходит. В отдел Кожака входят молодой офицер в штатском детектив Бобби Крокер (Кевин Добсон), детективы Саперштейн (Марк Рассел) и Риццо (Винс Конти), а также детектив Ставрос (которого играл реальный брат исполнителя главной роли Джордж Савалас) — чувствительный, взъерошенный, тихий, комедийно противоположный к уличному юмору Коджака и мрачному драматизму сериала.
Актёры Телли Савалас и Дэн Фрейзер появляются в каждом эпизоде оригинального сериала, а Кевин Добсон появился во всех эпизодах, кроме двух.